# 4309 Marvin
4309 Marvin è un asteroide della fascia principale. Scoperto nel 1978, presenta un'orbita caratterizzata da un semiasse maggiore pari a 3,0021354 UA e da un'eccentricità di 0,2687648, inclinata di 1,55467° rispetto all'eclittica. È stato intitolato in onore della geologa Ursula Marvin.